# Бенько Олег Іванович
Олег Іванович Бенько (* 21 жовтня 1969, Ленінград) — радянський та український футболіст. Майстер спорту СРСР (1989).

## Життєпис
Виступав за «Торпедо» (Луцьк), СКА «Карпати» (Львів), «Дніпро» (Дніпропетровськ), «Карпати» (Львів), «Закарпаття» (Ужгород), «Буковину» (Чернівці), «Металург» (Запоріжжя), «Полісся» (Житомир) і «Газовидобувник-Скала» (Стрий).
Мешкає в Стрию.

## Титули і досягнення
- Чемпіон Європи (U-18): 1988